# Xã Grandview, Quận Ford, Kansas
Xã Grandview (tiếng Anh: Grandview Township) là một xã thuộc quận Ford, tiểu bang Kansas, Hoa Kỳ. Năm 2010, dân số của xã này là 624 người.